# Alopecosa grancanariensis
Alopecosa grancanariensis là một loài nhện trong họ Lycosidae.
Loài này thuộc chi Alopecosa. Alopecosa grancanariensis được Jörg Wunderlich miêu tả năm 1992.